# Getreidemaß
Das Getreidemaß ist ein Maß für ein bestimmtes Volumen an Getreide und erleichterte den Handel. Heute werden Getreidemaße praktisch nicht mehr verwendet, da das Getreide auf geeichten Waagen registriert wird. Getreidemaße waren regional sehr unterschiedlich, überregional gab es kein einheitliches Maß.

## Historische Getreidemaße im deutschsprachigen Raum
Im deutschsprachigen Raum waren früher u. a. die folgenden Hohlmaße für Getreide üblich:
- 1 Scheffel
- 1 Malter = 12 Scheffel
- 1 Malter = 6 Sester
- 1 Drömt = 12 Scheffel
- 1 Wispel
- 1 Stof
- 1 Mütt
- 1 Himpten
- 1 Imi
- Vaatje

## Korngiro in Ägypten
Umfangreiche, auf Papyrus niedergeschriebene Dokumente zeigen, dass es bereits 322 bis 30 v. Chr. in Ägypten ein ausgedehntes Verrechnungssystem gegeben hat. Bauern konnten ihr Korn an staatliche Lagerhäuser zur Aufbewahrung liefern und erhielten dafür eine Gutschrift, auf der genau Qualität und Jahrgang festgehalten wurden. Hugo Godschalk schreibt in seinem Buch Die geldlose Wirtschaft: „Der Bauer war auf diese Art und Weise gegen Diebstahl oder physische Vernichtung durch Feuer, Überflutung und so weiter geschützt, womit er die Kosten der Speicherung einsparte.“ Per Überweisungsauftrag an das staatliche Lagerhaus konnte er Steuern an den Staat und sonstige Verpflichtungen wie Pachtzinsen bezahlen. Gegenüber der späteren Geldwirtschaft hatte der Bauer außerdem den Vorteil, nicht gezwungen zu sein, sein Korn gleich nach der Ernte am Markt gegen Zahlungsmittel verkaufen zu müssen, wenn die Preise infolge des größeren Angebots niedriger waren. Mit einer Art Anweisungsscheck konnten Güterkäufe über das Korngirosystem bezahlt werden. Das Getreidemaß diente dabei lediglich als Verrechnungsgrundlage, ohne dass es selbst als Tauschmittel benutzt wurde. Bei „Überweisungen“ zwischen verschiedenen Korngirokreisen wurden die Schulden kompensatorisch mit Getreidelieferungen ausgeglichen. Während des ersten bis vierten Jahrhunderts n. Chr. unter der römischen Herrschaft gab es neben dem staatlichen Korngiro auch den Geld-Giroverkehr, der von Privatbanken betrieben wurde. Im Gegensatz zu den Geld-Girokonten wurden aber die Konten der Korngiro-Teilnehmer nicht verzinst. Hugo Godschalk: „Im Korngiro musste der Kontoinhaber eine Lagergebühr für die Speicherung, die Verwaltung, das Trocknen und so weiter bezahlen. Die Lagergebühr richtete sich nach der Quantität und vermutlich auch nach der Lagerungszeit. Die Gebühren bezogen sich auf das Giroguthaben. Es handelt sich hier also um eine Art negativer Verzinsung der Guthaben.“
Diese negative Verzinsung von Guthaben im Korngirosystem war sicherlich ein wesentlicher Grund, warum sich dieses System auch nach der Einführung der Geldwirtschaft weiterhin behaupten konnte. Das Zahlungsmittel Korngiro hatte – bedingt durch die Lagergebühr – die gleichen Eigenschaften wie jede Ware, deren Zurückhaltung durch Lagerung, Verderb et cetera Kosten verursacht. Es war ausgeschlossen, mit Korngiro zu spekulieren oder in diesem System Zinsen zu nehmen und so ein leistungsloses Einkommen zu erhalten.

## Auswahl weiterer Getreidemaße
- Agarasaulay in Travancore, einer südwestlichen Provinz von Dekkan
- Artabad in Ägypten, Persien
- Boisseau in Frankreich
- Cambetta in Genua
- Capicha in Persien
- Coupé  in der Schweiz
- Cuartera in Spanien
- Daribba in Ägypten, Persien
- Fanga in Portugal
- Fichelin in der Schweiz
- Fortin in der Türkei
- Francart in Frankreich
- Gaißla in Bamberg
- Heitscheff in Dänemark, Herzogtum Schleswig
- Hoop im Königreich Hannover
- Lacino in Kroatien
- Lädi in der Schweiz (Graubünden)
- Mencault in Flandern
- Metze in Deutschland
- Metzen in Ungarn, Österreich
- Mezzino auf Korsika
- Mirze in der Walachei
- Rittermäß in der Schweiz
- Robo in Navarra
- Rubbio in Italien
- Ründsel in Preußen
- Säfter in Deutschland
- Simmer in Deutschland
- Somma in der Schweiz, Italien
- Star in Italien, Schweiz
- Strich in Böhmen
- Ten in Rangun